# Willi Niehaus
Willi Niehaus war ein deutscher Fußballspieler.

## Werdegang
Der Torwart Willi Niehaus begann seine Karriere bei der TSG Wittkind Enger und wechselte später zu Arminia Bielefeld. Dort verdrängte er in der Saison 1922/23 Alfred Meier und wurde mit den Bielefeldern Westdeutscher Meister. Damit qualifizierte sich die Arminia für die Endrunde um die Deutsche Meisterschaft, wo die Bielefelder im Wiederholungsspiel an Union Oberschöneweide aus Berlin scheiterte.